# Chrześcijańska demokracja

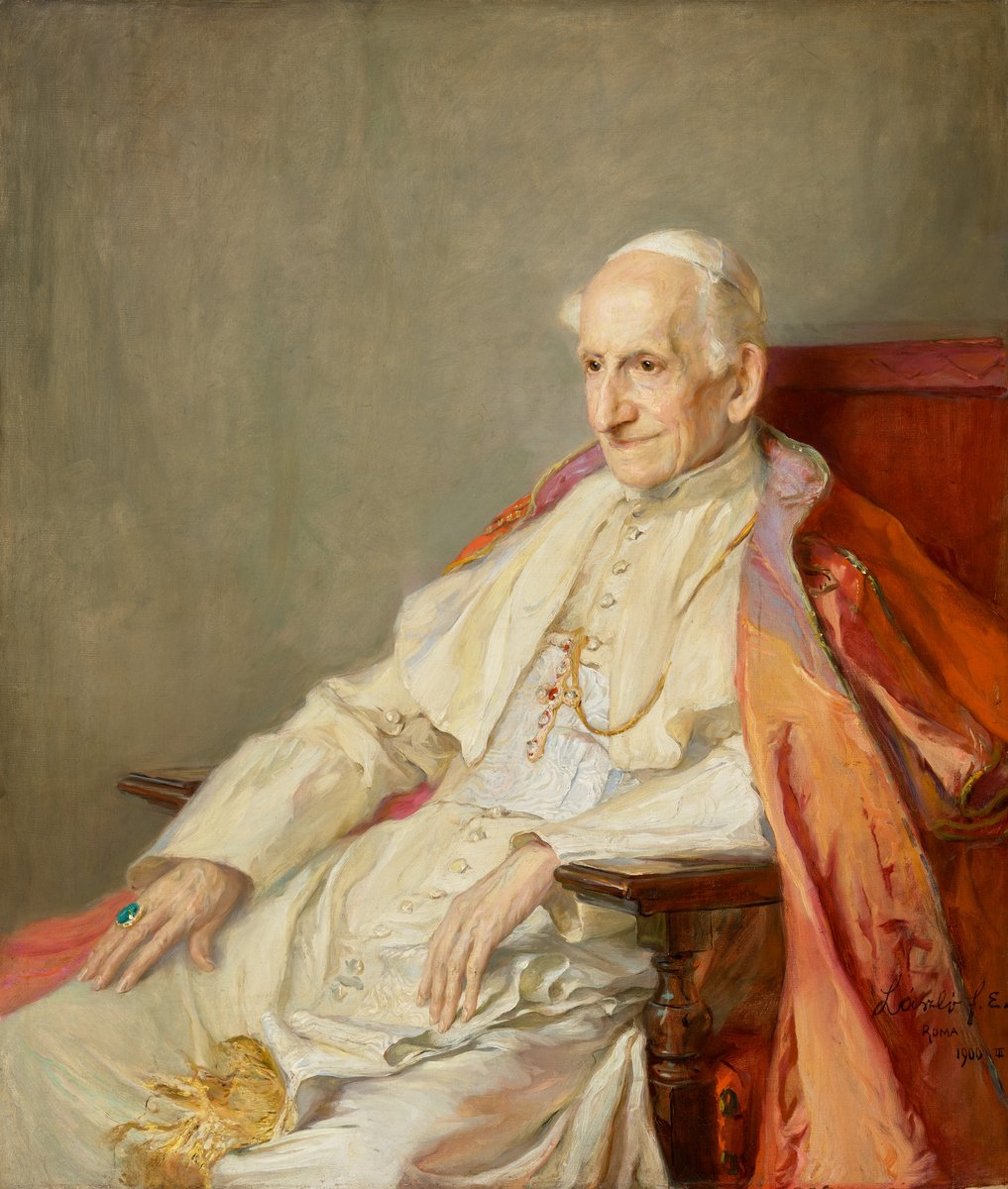
papież Leon XIII (pontyfikat 1878–1903)

Chrześcijańska demokracja, potocznie chadecja (od skrótu ChD) – nurt w myśli politycznej i społecznej, który pojawił się pod koniec XIX wieku jako odpowiedź myśli katolickiej na rosnące wpływy socjalizmu, świeckiego w swym charakterze, a skrytykowanego w papieskiej encyklice Rerum novarum papieża Leona XIII. Przed tą encykliką już jednak rodziły się ruchy społeczne w Leuven i Mechelen, publikował swoje prace biskup Ketteler, w 1860 zatwierdzono formalnie prawną strukturę frakcji katolickiej w pruskim parlamencie, tworząc partię Centrum-Frakcja Katolicka.
Nazwa „chrześcijańska demokracja” po raz pierwszy została użyta przez księdza Antoine’a Pottiera, następnie zaakceptował ją papież Leon XIII. Nurt ten powstał jako wyraz sprzeciwu wobec rozszerzającej się socjalistycznej wizji porządku społecznego. Tworząc doktrynę chrześcijańskiej demokracji czerpano z dwóch źródeł: społecznej nauki Kościoła katolickiego oraz kierunku filozoficznego zwanego personalizmem.

## Podstawowe założenia

### Wartości światopoglądowe
Z punktu widzenia chrześcijańskiej demokracji człowiek postrzegany jest jako członek wielu wspólnot, z których najważniejsza jest rodzina, następnie wspólnota lokalna (wiejska, sąsiedzka, gminna itd.), wspólnota narodowa, a także wspólnoty religijne, kulturalne, zawodowe i inne. Podstawą postępowania jednostki powinny być wartości moralne, które nie powinny podlegać relatywizacji, to znaczy nie zależą od sytuacji i warunków, lecz powinny być traktowane jako wartości absolutne, na nich opiera się całe życie społeczne. Dla chrześcijańskich demokratów istotną wartością jest człowiek stworzony przez Boga na jego obraz i podobieństwo, wyposażony w wolność, świadomość i elementarne prawa, z których istotne jest prawo do życia od poczęcia do naturalnej śmierci. Wśród priorytetowych wartości wymienia się – obok poszanowania życia i instytucji rodziny – także pracę, własność prywatną, solidarność i odpowiedzialność. Zasady solidaryzmu społecznego i dobra wspólnego powinny być zaporą przed egoizmem klasowym. Krytyce poddawany jest konsumpcjonizm jako postawa, która prowadzi do pogoni za dobrami materialnymi, jednocześnie do wypaczenia i zredukowania godności ludzkiej.

### Pogląd polityczny i gospodarczy
Ustrojem politycznym propagowanym przez chrześcijańskich demokratów jest demokracja, która szczególny nacisk kładzie na rozwój wszelkich form samorządności lokalnej i zasadę pomocniczości. Wynika to z poglądu, że na najniższych szczeblach życia publicznego najpełniej może być realizowany ideał solidaryzmu społecznego. W dziedzinie polityki gospodarczej chrześcijańscy demokraci są autorami koncepcji społecznej gospodarki rynkowej. Jest to model, który w pełni respektuje własność prywatną, ale jednocześnie uwzględnia potrzebę umiarkowanej ingerencji państwa w sferę socjalną. W takim duchu sformułowany jest na przykład program polityczny największej na świecie partii chrześcijańskich demokratów – niemieckiej CDU (Unii Chrześcijańsko-Demokratycznej).

### Współczesne zmiany ideologiczne
Większość dużych partii chadeckich powstałych po II wojnie światowej oddaliła się od katolickich korzeni i przyjęła charakter ponadwyznaniowy. Członkami partii są także osoby należące do religii innych, niż chrześcijaństwo oraz określające się jako niewierzące.
Współczesna chrześcijańska demokracja inspirowana jest zasadami etyki chrześcijańskiej, zrezygnowała natomiast z odniesień do religii.
Najistotniejszymi zasadami, którymi kierują się obecnie chadecy są:
- uznanie istnienia rzeczywistości niematerialnej, duchowej;
- etyka w polityce;
- godność człowieka;
- dbałość o dobro wspólne;
- doskonalenie społeczeństwa.

Z czasem założenia chadecji zostały rozszerzone także o postulaty ekologiczne.
Chrześcijańscy demokraci nie walczą o ścisłe połączenie religii i państwa oraz akceptują autonomię Kościoła i państwa.
Część osób i środowisk identyfikujących się jako chrześcijańscy demokraci akceptuje rozwody, legalizację aborcji i formalne związki osób tej samej płci.

## Znaczenie polityczne
Partie, które można zaliczyć do nurtu chadeckiego, w większości powstały dopiero po drugiej wojnie światowej, kiedy nastąpiło zbliżenie partii katolickich i protestanckich. W praktyce politycznej Europy Zachodniej chrześcijańska demokracja doszła do ogromnego znaczenia politycznego. Ugrupowania wprost określające się jako chadeckie lub ideowo pokrewne chadecji przez wiele lat rządziły lub odgrywały istotną rolę:
- w Austrii – Austriacka Partia Ludowa (ÖVP);
- w Belgii – Partia Socjalno-Chrześcijańska – PSC i Chrześcijańska Partia Ludowa – CVP;
- w Holandii – Apel Chrześcijańsko-Demokratyczny (CDA);
- na Malcie – Partia Narodowa (PN);
- w Niemczech – Unia Chrześcijańsko-Demokratyczna – CDU i Unia Chrześcijańsko-Społeczna – CSU;
- w Polsce – Platforma Obywatelska, Prawo i Sprawiedliwość[1], Polskie Stronnictwo Ludowe, Polska 2050 Szymona Hołowni;
- na Ukrainie – Związek Chrześcijańsko-Demokratyczny (ХДС);
- we Włoszech – Chrześcijańska Demokracja – obecnie Unia Chrześcijańsko-Demokratyczna – CDU i Chrześcijańsko-Demokratyczne Centrum – CCD;
- w Szwajcarii – Chrześcijańsko-Demokratyczna Partia Ludowa Szwajcarii (CVP).